# Polis
A la Grècia clàssica, la polis (grec antic: πόλις) era la ciutat estat, el marc essencial on es desenvolupà i s'expandí la civilització grega fins a l'època arcaica. La unificació entre el nucli urbà i el camp, característica essencial de la polis arcaica i clàssica, no es complí fins a la segona meitat del segle vii aC.
L'estructura de la polis consistia en un establiment urbà, generalment instal·lat al peu d'una acròpolis, les terres propietat dels ciutadans particulars, els camps sense conrear, i els boscos.
Socialment, la polis es caracteritzà per l'existència d'un grup de ciutadans que gaudien de tots els drets, d'un grup d'estrangers (metecs) sense drets però lliures, i d'un tercer grup, els esclaus, privats de llibertat i que no disposava de cap dret.

## La polis
La polis comprenia la ciutat emmurallada, els camps de cultius, de pastura i els ports que la comunicaven amb l'exterior. Cada polis controlava el seu territori i no acceptava la submissió a cap poder exterior. En general, la polis albergava grups reduïts, no majors de 10.000 habitants, ocupant un territori petit entre 1.000 i 3.000 m.

## El poder de l'aristocràcia
En els seus inicis, les polis van estar dominades per cabdills militars, els basileus βασιλεὺς (plural βασιλεῖς, 'basileis'). Anteriorment a l'època arcaica s'havien anomenat wanax, però aquest nom va canviar amb el pas del temps. En molts casos exercien el poder religiós i judicial. A mitjans del segle vii aC, el govern de tipus oligàrquic va anar substituint els règims monàrquics. D'aquesta manera el poder polític va passar a mans d'assemblees formades per representants de les famílies locals més influents i riques, els eupàtrides.
Aquestes assemblees cada any triaven d'entre els eupàtrides a un nombre determinat de magistrats. Els magistrats s'encarregaven de dirigir l'exèrcit i portar els assumptes religiosos, entre altres tasques.
Els membres de la classe dirigent, denominats "dels millors" exercien el poder econòmic i polític, monopolitzaven a més les terres. Aquests membres eren els únics que podien intervenir en les guerres, a causa de l'alt cost que suposava la compra d'armes i armadures de metall. El poble governat, el donem, solament participava en la vida pública quan així era requerit per l'assemblea aristocràtica.
Aquest sistema aristocràtic o govern dels millors revela l'existència de cercles de parentiu hereditaris. Des del seu naixement una persona, fos un terratinent o un camperol, quedava integrada en diferents tribus o 'phylai' (grec φυλαι). Les tribus estaven dividides en comunitats que es formaven amb els descendents d'un heroi o d'algun déu ancestral ('fratías'). La rígida estructura social va justificar el predomini i capacitat de lideratge de l'aristocràcia grega durant molt de temps.

## Desestabilització de l'aristocràcia
Hi va haver diferents factors que van fer que amb el temps, l'aristocràcia veiés desestabilitzat l'ordre polític i social que existia. Aquests factors van ser:
1. La consolidació del comerç i de l'artesania com a activitat generadora de riquesa: Ciutadans que no provenien de les grans famílies van prosperar gradualment fins a aconseguir una certa riquesa, però que no tenien drets polítics.
2. Revoltes socials: L'empobriment dels camperols va fer que no poguessin pagar els seus deutes i es convertissin en esclaus, provocant una gran tensió social en el camp amb el consegüent esclat de revoltes.
3. Necessitat de nous soldats: La necessitat de tenir més quantitat de soldats requeria que fossin reclutats entre el poble, amb el que es va crear la falange hoplita, però sent ciutadans no aristocràtics van acabar demanant un reconeixement dels seus drets polítics.

## Reforma de classes

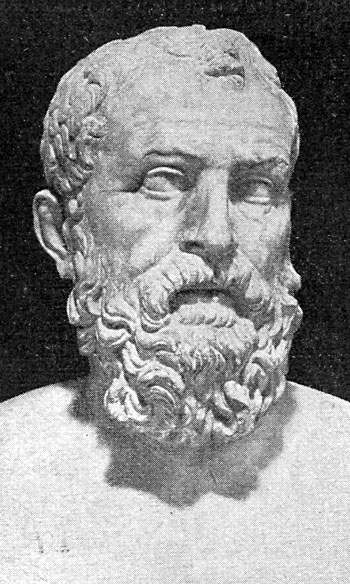
Soló.

Amb l'objectiu de resoldre la crisi política i social, en algunes polis es va decidir donar una resposta a les exigències reformistes de les classes inferiors i mitjanes, amb la qual cosa es van impulsar mesures en favor d'una major justícia social.
Es van triar magistrats extraordinaris per redactar noves lleis i ocupar-se de mediar en els conflictes existents. Entre aquests legisladors estaven Seleuc de Locri i Carondas, que van decidir distribuir més equitativament el poder entre els ciutadans. La legislació de l'aristòcrata atenès Dracó va subordinar el poder de les tribus a la justícia de l'estat. Els legisladors més importants del món grec arcaic van ser Licurg d'Esparta i Soló, qui va redactar una constitució per a Atenes, a principis del segle vi aC.

## Govern de Soló
Per tal d'evitar les rebel·lions, Soló va fixar una sèrie de canvis per evitar les desigualtats socials. Algunes de les mesures adoptades per afavorir els petits agricultors van ser:
- Suprimir els impostos excessius.
- Cancel·lar les seves hipoteques.
- Abolir l'esclavitud per endeutament.
- Tornar la llibertat als camperols fets esclaus per deutes.

També va imposar mesures que igualaven als nous rics amb els antics terratinents. Algunes van ser:
- Modificar les institucions polítiques de la ciutat.
- Establir noves lleis que serien complertes per tots els ciutadans.

Malgrat les mesures adoptades, els conflictes socials van continuar en moltes ciutats gregues. Entre els segles VII i VI aC, aquesta situació va ser aprofitada per aristòcrates que, actuant de manera aïllada, van tractar d'usurpar el poder i acabar amb les oligarquies locals. Aquests personatges van rebre el nom de tirans (paraula d'origen asiàtic, que significa senyor).

## La política dels tirans
Els tirans van dur a terme, en els seus començaments, polítiques populars, el que va produir una acceptació per part del poble però en contra de les famílies aristocràtiques. Van impulsar la construcció de sumptuosos temples, edificis, i van invertir els impostos en obres públiques. Aquestes obres van possibilitar que una gran part de la població tingués treball.
La seva popularitat i prestigi es veien incrementats quan participaven en guerres contra els Estats rivals. Es van organitzar, a més, festes religioses en les quals participaven tots els ciutadans sense distinció de classes.
El govern absolutista exercit per ells va aportar grans beneficis a les ciutats; fomentar la creació i reforma de lleis, van millorar l'ordenament jurídic i la convivència ciutadana, i van ampliar el comerç en forma considerable.
En moltes oportunitats van substituir als magistrats per amics i familiars, però respectant la constitució vigent.

## El comerç a les polis
El mar Egeu va permetre el millor comerç de productes entre les polis o ciutats estat. El contacte marítim era el vincle principal que mantenia unit al món grec, raó per la qual els seus habitants van ser excel·lents marins. Aquesta habilitat va ser aprofitada tant en assumptes civils com militars. Moltes de les ciutats estat depenien en gran manera del comerç marítim. Es van trobar mercaderies gregues a l'Àsia i a l'Europa occidental, en llocs molt allunyats del seu origen. En els segles VIII i VII aC, emprenedors comercials i colonitzadors de Grècia van establir una sèrie de noves ciutats gregues des del mar Negre fins al Mar Mediterrani occidental, mantenint contacte amb les altres colònies i amb la seva terra natal per via marítima.

## Època de la colonització
L'excés de població, els disturbis de les polis i els interessos comercials van fer que a partir de l'any 750 aC, s'iniciés un procés de colonització que s'estendria per espai de dos segles.
Les principals colònies es van establir a les costes de Sicília, península Itàlica, Gàl·lia, península Ibèrica, el mar Negre, Egipte i Cirenaica en el nord d'Àfrica. Les noves ciutats del sud de la península Itàlica i de Sicília van rebre el nom de Magna Grècia.
Al principi van ser els camperols a la recerca de noves terres per llaurar, els que van afrontar el risc. Les ciutats-mare o metròpolis planejaven els detalls del viatge i equipaven als colons, que anirien acompanyats per un aristòcrata al capdavant de l'empresa. En arribar, el cap de l'expedició buscava un lloc que fos fàcil de defensar i repartia les terres entre els expedicionaris, en parts iguals. Aquests pioners es van convertir en importants terratinents.
D'aquesta manera, van anar sorgint noves ciutats amb un entorn agrícola al llarg de la Mediterrània, que serien creades a imatge i semblança de les polis gregues d'on provenien. Aquest és el cas de:
- Cumes (a la península Itàlica), fundada per colons de Calcis.
- Bizanci, a la vora del mar Negre, poblada per ciutadans de Mègara.
- Massàlia, actualment Marsella, colonitzada per gent de Focea.
- Tàrent, poblada per colons d'Esparta.
- Siracusa, a Sicília, fundada per Arquies de Corint.

Llista de colònies de Corint, Elis, Esparta, Olímpia
- Regió d'Eolia: Pèrgam
- Regió de Jònia: Cime, Efes, Focea, Halicarnàs, Milet, Priene
- Egina
- Creta: Cnosos, Gortina
- Rodes
- Lesbos: Mitilene